# Steccherinum scalare
Steccherinum scalare är en svampart som beskrevs av Maas Geest. & Lanq. 1975. Steccherinum scalare ingår i släktet Steccherinum och familjen Meruliaceae.   Inga underarter finns listade i Catalogue of Life.